# 푸슈카시 페렌츠
푸슈카시 페렌츠(헝가리어: Puskás Ferenc, 헝가리어 발음: [ˈpuʃkaːʃ ˈfɛrɛnt͡s], 1927년 4월 2일~2006년 11월 17일)는 헝가리의 전직 축구 선수, 축구 감독이다. 선수 시절 포지션은 공격수와 공격형 미드필더였으며 '질주하는 소령'이란 별명을 가지고 있었다. 2025년 기준으로 국제 축구 대회에서 가장 많은 어시스트를 기록한 유럽 축구 선수(53개) 기록을 보유하고 있으며 대한민국에서는 이름을 스페인어식 'Ferenc Puskás'로 읽은 페렌츠 푸스카스로도 알려져 있다.
1927년 축구 선수 푸르첼드 페렌츠에게서 푸르첼드 페렌츠(헝가리어: Purczeld Ferenc)라는 이름으로 태어났다. 1937년 아버지가 개명하며 '푸슈카시 페렌츠'가 되었고 키슈페슈티 AC 유소년팀에 '코바치 미클로시(Kovács Miklós)'라는 가명으로 입단하며 축구 선수 경력을 시작했다. 1942년 키슈페슈티 1군으로 승격하며 프로 선수 경력을 시작해 넴제티 버이녹샤그 I 득점왕에 4번 올랐으며 1948년에는 유럽에서 최다 득점자가 되었다. 1956년 헝가리 혁명 이후 유럽 축구 연맹로부터 2년 동안 출전 금지 징계를 받았고 1957년 경쟁 구단들의 압력으로 에트니코스 피레오스 FC와의 계약에 실패했다. 1958년 스페인으로 이주해 레알 마드리드 CF에 입단했고 피치치상 4회 수상, 유러피언컵 3회 우승(1959, 1960, 1966), 라리가 5회 연속 우승을 달성했다. 그는 헝가리와 스페인의 리그 및 컵 대회에서 총 618경기에 출전해 619득점을 기록했다.
푸슈카시는 1950년대에 위대한 마자르인들로 알려진 헝가리 축구 국가대표팀에서 활동하며 대표팀의 주장을 맡았다. 그는 헝가리 국가대표로 85경기에서 84득점을 기록하며 1952년 올림픽에서 금메달을 획득했고 1954년 월드컵에서 준우승을 달성했다. 1962년 스페인으로 귀화한 이후 스페인 축구 국가대표팀에 발탁되어 스페인 국가대표로 4경기에 출전했고 1963년 마드리드주 축구 대표팀에 합류해 마드리드주 대표로 1경기 출전했다.
푸슈카시는 선수 경력을 마감한 후 1966년 에르쿨레스 CF 감독으로 부임하며 축구 지도자 경력을 시작했다. 그는 1970년 파나티나이코스 FC 감독으로 부임해 1970-71년 유러피언컵 준우승과 1972년 수페르리가 엘라다 우승을 달성했다. 1978-79 시즌 AEK 아테네 FC 감독을 맡은 것을 포함하여 여러 구단들과 대표팀을 지휘했으며 1993년 헝가리 축구 국가대표팀의 감독을 맡은 뒤 지도자 경력을 마감했다. 그는 1998년 최초의 FIFA/SOS 자선 대사 중 한 명으로 임명되었다.
푸슈카시는 선수 경력 동안 792번의 공식 경기에서 802득점을 기록해 RSSSF 기준으로 공식 경기 역대 최다 득점자 7위에 위치해 있다. 1995년 IFFHS로부터 20세기 최고의 득점왕으로 선정되었으며 2002년 부다페스트에 위치한 넵슈터디온이 그의 이름을 따 푸슈카시 페렌츠 슈터디온으로 개명되었다. 2003년 11월 UEFA 주빌리 어워드에서 헝가리 축구 연맹에 의해 지난 50년간 최고의 헝가리 선수로 선정되었으며 2004년 펠레가 선정한 FIFA 100에 포함되었다. 사후 3년이 지난 2009년 10월, 국제 축구 연맹은 지난 한 해 동안 "가장 아름다운 골"을 넣은 선수에게 수여되는 상을 그의 이름을 따 FIFA 푸슈카시상으로 명명했다.

## 선수 경력
푸슈카시는 1927년 푸르첼드 페렌츠(Purczeld Ferenc)라는 이름으로 헝가리 부다페스트에서 태어나 1943년 키슈페스트 AC (Kispest AC, 후에 부다페스트 혼베드)에서 선수 생활을 시작하였다. 1945년 8월 오스트리아를 상대로 대표팀 데뷔전을 치른 그는, 1952년 헬싱키에서 열린 하계 올림픽에 헝가리 대표로 출전해 남자 축구 경기에서 금메달을 획득하였다.
1954년 스위스에서 열린 FIFA 월드컵에서 헝가리의 준우승에 기여한 푸슈카시는, 이 대회 조별 리그에서 서독과의 경기 중 부상을 당해 결승 두 경기를 결장하게 되었고, 중심 선수를 잃은 헝가리는 브라질과 우루과이를 연거푸 꺾고 결승전에 올랐으나, 조별 리그에서 이미 경기한 바 있었던 서독에게 3-2로 이기거나 지는 바람에 매직 마자르 (당시 헝가리 대표팀의 별명)의 불패 신화는 막을 내렸다.
이후 1956년 헝가리에서 헝가리 혁명이 일어나자 부다페스트 혼베드 팀의 선수로서 유러피언컵 출전을 위해 스페인으로 출국한 푸슈카시는 헝가리로 귀국하지 않고 스페인으로 망명했으며 이 때문에 그는 헝가리 정부의 압력으로 2년간 공식 경기 출장 정지 처분을 받게 되었다.
처분이 끝난 1958년 스페인의 레알 마드리드에 입단하였고, 알프레도 디 스테파노 등과 함께 레알 마드리드의 첫 황금 시대를 이룩하였다. 뒤에는 스페인 국적을 취득해 스페인 대표로도 뛰었으며, 레알 마드리드 소속 시절에는 프리메라리가 우승 6회, 유러피언컵 3회 우승에 일조하였다. 개인적으로는 피치치 트로피(Pichichi Trophy)를 4번 수상하였으며, 레알 마드리드에서 통산 372경기에서 324골을 넣었다. 그 밖에 유러피언컵 1959-60 결승전에서 4골을 넣는 활약을 펼쳤는데, 이 기록은 현재까지도 결승전 개인 최다 득점 기록으로 남아 있다.
1961년에는 스페인 축구 국가대표팀의 선수로 국제 무대에 복귀하였다. 1962년 FIFA 월드컵에 스페인 대표로 출전하였으며, 스페인 대표팀에서는 통산 4경기에 출전하였다.

## 지도자 경력
1966년 39세의 나이로 현역에서 은퇴한 푸슈카시는 헝가리의 관점에서 복무 도중에 이탈한 군인 신분이였기 때문에 헝가리에 입국할 수 없었고 그 후 세계 각국에서 감독 생활을 하였으며 1971년에는 그리스의 파나시나이코스를 이끌어 유러피언 컵 결승전에 진출시키기도 하였다.
1981년 헝가리에 다시 돌아온 푸슈카시는 고국에서 여전히 복무 도중에 이탈한 군인으로 취급을 받은 탓에 소시지 공장 등에서 인부로 일하다가 다시 외국으로 나갔다. 그 후 1989년에 공산주의 체제가 붕괴된 이후에야 헝가리로 다시 들어올 수 있었으며 헝가리 정부는 푸슈카시에 사면 및 복권 조치를 내렸다. 이 덕에 푸슈카시는 1993년 헝가리 대표팀 감독을 할 수 있었으며 이것을 마지막으로 감독에서 은퇴하였고, 그 후에 6년간 알츠하이머병으로 인해 투병 생활을 했다.

## 유산
2002년에는 헝가리 부다페스트에 위치한 넵슈터디온(Népstadion, 인민경기장)이 푸슈카시 페렌츠 슈터디온으로 이름이 바뀌었다. 2003년 11월에는 헝가리 축구 협회로부터 UEFA 주빌리 어워드 수상자로 선정되었다. 2006년 11월 17일 헝가리의 부다페스트에서 향년 79세의 나이로 세상을 떠났다.
2009년에는 국제 축구 연맹(FIFA)이 그의 이름을 딴 축구상인 FIFA 푸슈카시상을 신설했다. 이 상은 지난 한 해 동안 가장 뛰어난 골을 기록한 선수에게 수여하는 상이다. 2019년에는 헝가리 부다페스트에 위치한 그의 이름을 딴 푸슈카시 아레나가 개장했는데 이 경기장은 과거에 푸슈카시 페렌츠 슈터디온이 있던 자리에 새로 건립된 경기장이다.

## 수상 경력

### 선수

#### 부다페스트 혼베드
- 헝가리 1부 : 1949–50, 1950, 1952, 1954, 1955

#### 레알 마드리드
- 라리가 : 1960–61, 1961–62, 1962–63, 1963–64, 1964–65
- 국왕컵 : 1962
- 유로피언컵 : 1958-59, 1959-60, 1965-66
- 인터컨티넨탈컵 : 1960

#### 헝가리
- FIFA 월드컵 : 준우승 (1954)
- 올림픽 금메달 : 1952
- 중부 유럽 인터내셔널컵 : 우승 (1953), 준우승 (1955-60)
- 발칸 컵 : 1947

### 감독

#### 파나티나이코스
- 슈퍼리그 그리스 : 1970–71, 1971–72
- 유로피언컵 준우승 : 1970-71

#### 솔 데 아메리카
- 파라과이 프리메라 디비시온 : 1986

#### 사우스 멜버른 헬라스
- 내셔널 사커 리그 : 1990–91
- NSL컵 : 1989–90
- 도커티 컵 : 1989, 199

### 개인
- 발롱도르 : 2위 (1960)
- 헝가리 축구 협회 올해의 선수 : 1950
- 중부 유럽 인터내셔널컵 득점왕 : 1948-53
- 헝가리 1부 득점왕 : 1947–48, 1949–50, 1950, 1953
- 라리가 득점왕 : 1959–60, 1960–61, 1962–63, 1963–64
- 유로피언컵 득점왕 : 1959-60, 1963-64
- 월드 사커 올해의 팀[15] : 1960, 1961, 1962, 1963
- 세계 골든 부트 : 1948
- 골든풋 : 2006

#### 선정
- FIFA 100[16] : 2004
- UEFA 주빌리 어워드 : 2004
- 레퀴프 유럽 역사상 최고의 선수
- 월드 사커 20세기 최고의 선수 7위
- IFFHS 역대 최고의 선수 6위

#### 발롱도르[17]
- 1956 - 4
- 1959 - 7
- 1960 - 2
- 1961 - 5
- 1965 - 13

## 기타
- 그의 킥력은 세계가 알아줄 정도로 강력했다. 1954년 FIFA 월드컵에 대한민국 축구 국가대표팀 골키퍼로 출전한 바 있는 홍덕영에 의하면 "푸슈카시가 찬 공은 마치 대포알 같아서 선방하면 갈비뼈가 부러지는 고통을 느낄 정도였으며 크로스바에 맞으면 골대가 한참 동안이나 흔들렸다. 게다가 머리 옆으로 푸슈카시가 쏜 공이 날아갈 때 윙하고 거칠게 소리가 날 정도였다."고 말했다.

## 같이 보기
- FIFA 푸슈카시상